# Euderus pallidiscapus
Euderus pallidiscapus är en stekelart som först beskrevs av Charles Joseph Gahan 1934.  Euderus pallidiscapus ingår i släktet Euderus och familjen finglanssteklar. Inga underarter finns listade i Catalogue of Life.